# Viktor Moučka
Viktor Moučka (6. února 1926 Kolín – 28. února 2019) byl český violoncellista a hudební pedagog.

## Život
Vystudoval hru na violoncello na Pražské konzervatoři a Akademii múzických umění v Praze. Byl žákem profesora Karla Sádla. Během studií obdržel čtyřikrát Ševčíkovu cenu. V roce 1950 byl oceněn čestným uznáním festivalu Pražské jaro.
Byl členem Vlachova kvarteta a kvarteta Bohuslava Martinů.